# Morris Minor

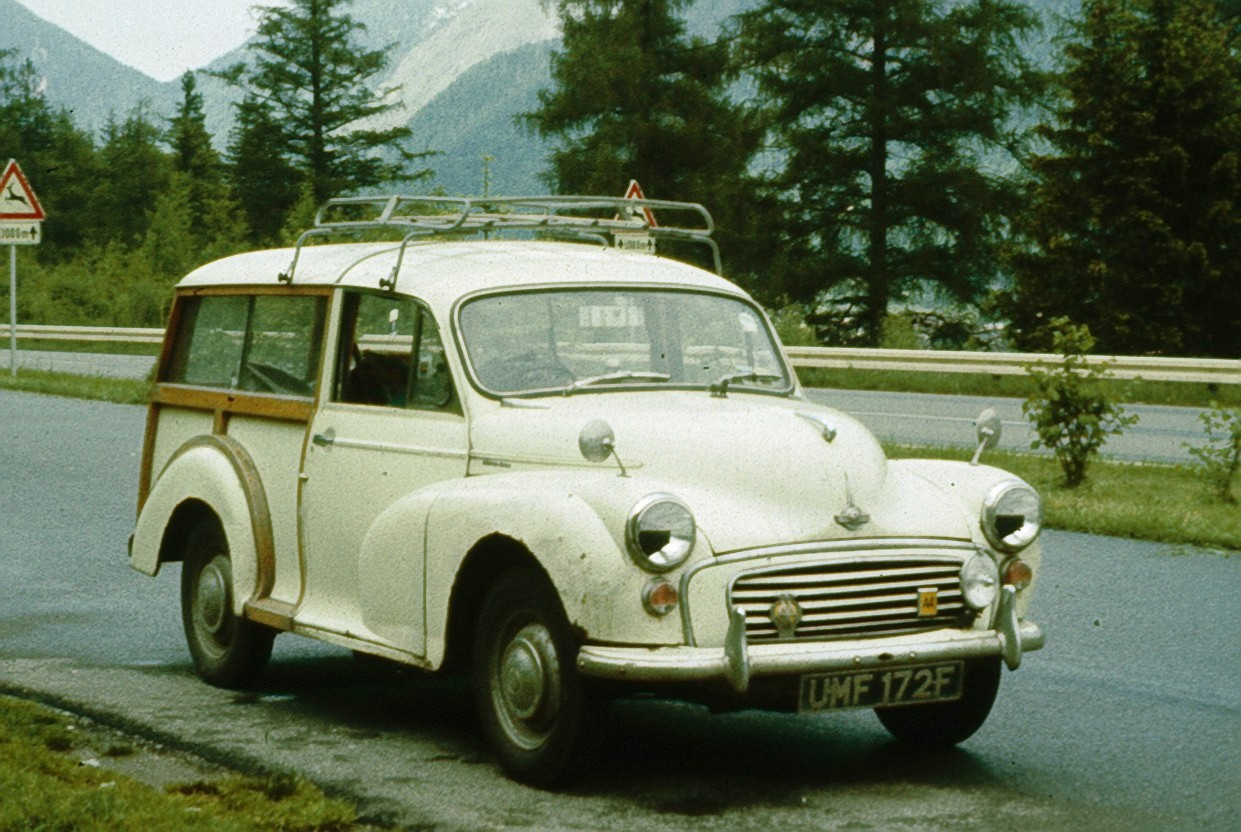
Morris Minor 1000 Traveller (1968)

Morris Minor är namnet på två personbilsmodeller, tillverkade av den brittiska biltillverkaren Morris Motor Company. Den första modellen tillverkades mellan 1928 och 1934, se Morris Minor (1928), medan den senare modellen tillverkades mellan 1948 och 1971 och beskrivs i denna artikel.

## Bakgrund
Alec Issigonis hade börjat arbeta med Morris nya småbil redan under andra världskriget. Han experimenterade med framhjulsdrift och boxermotor, men Morris konservativa ledning ville inte veta av sådana nymodigheter. Därför fick Minorn ärva kraftöverföringen från företrädaren Eight, med en rak 4-cylindrig 918 cc motor med sidventiler. Dock behölls det breda motorrummet som var tänkt att husera en boxermotor. Bilen blev fullt modern ändå, med självbärande kaross, kuggstångsstyrning och individuell framvagnsupphängning med torsionsfjädring. 
Småbilar som hade tillverkats före kriget var oftast konstruerade på samma sätt som större bilar, det vill säga byggda på en ram och med motorn bakom framaxeln. Det gjorde att innerutrymmena var begränsade, men i Morris Minor flyttade man fram motorn så att den satt delvis framför framhjulen. I ett sent skede av konstruktionsfasen kom någon på att bilen var väl smal och passagerarutrymmet alltför trångt. Därför kapade man helt sonika bilen på mitten och breddade den en decimeter. Tyvärr var många detaljer redan beställda. Detta syns på tidiga bilar som har delade stötfångare med en tydlig skarvbit i mitten.

## Minor

### MM
På London-salongen hösten 1948 introducerades Minor MM. Bilen hade en gammalmodig sidventilsmotor och delad vindruta. 
Strålkastarna var lågt monterade på vardera sidan av kylargrillen, vilket skämde både ljusflödet och utseendet. Dessutom stred det mot amerikanska förordningar och bilar avsedda för USA-marknaden fick strålkastarna uppflyttade på framskärmarna. Från våren 1951 infördes detta på alla bilar. Minorn såldes först med täckt eller öppen tvådörrarskaross. 1950 tillkom en fyrdörrars sedan.
Produktionen av MM-versionen uppgick till 176 002 exemplar. Trots den opraktiska placeringen av strålkastarna och den svaga motorn är denna första Minor den som är mest efterfrågad som entusiastbil och därför högst värderad på marknaden.

### Series II
En drivande tanke bakom bildandet av BMC var att rationalisera tillverkningen. Redan hösten 1952 sågs det första resultatet, när Minor Series II presenterades. Bilen hade nu fått en modern toppventilsmotor på 803 cc från värsta konkurrenten och nya koncernkollegan Austin A30. Tyvärr slarvade Morris bort mycket av motorns potential med en alltför låg bakaxelutväxling, vilket gjorde bilen trött och bullrig i marschfart.
1953 tillkom kombin Traveller och hösten 1954 uppdaterades bilen med ny kylargrill och instrumentbräda.
Produktionen av Series II-versionen uppgick till 269 838 exemplar.

### 1000
Hösten 1956 kom Minor 1000. Bilen hade fått större motor och med en ny bakaxelutväxling blev den riktigt pigg, med imponerande goda vägegenskaper. Utseendet moderniserades med hel vindruta och större bakruta. Bilen sålde strålande och i januari 1961 blev Minorn den första brittiska bil som tillverkats i en miljon exemplar.
Hösten 1962 fick bilen åter en större motor och förbättrad växellåda. Detta blev de sista modifieringar som genomfördes på Minorn. Försäljningen hade börjat sjunka, nu när BMC kunde erbjuda moderna småbilar som Minin och Morris 1100. Efterfrågan var dock tillräckligt stor för att tillverkningen skulle fortsätta hela sextiotalet och den sista Minorn, en Traveller, tillverkades först i april 1971. Produktionen av 1000-versionen uppgick till 857 491 exemplar.

### Morris Commercial
Samtidigt med Travellern introducerades ett par lätta lastbilar 1953, en skåpbil och en pickup. Lastbilarna utvecklades parallellt med personbilarna och tillverkningen fortsatte fram till slutet av 1971.

## Motor
Minorn fick överta motor och övrig transmission från företrädaren Morris Eight.
Efter bildandet av BMC 1952 fick bilen BMC:s A-motor. Även växellåda och bakaxel från Austin infördes, som en del av BMC:s rationaliseringar. Motorn förstorades ett par gånger under bilens produktionstid.
| Modell | Motor              | Cylindervolym | Effekt | Bränslesystem   |
| ------ | ------------------ | ------------- | ------ | --------------- |
| MM     | 4-cyl radmotor sv  | 918 cm³       | 27 hk  | Enkel förgasare |
| S II   | 4-cyl radmotor ohv | 803 cm³       | 30 hk  | Enkel förgasare |
| 1000   | 4-cyl radmotor ohv | 948 cm³       | 37 hk  | Enkel förgasare |
| 1000   | 4-cyl radmotor ohv | 1098 cm³      | 48 hk  | Enkel förgasare |

## Entusiastbilar
På grund av att Morris Minor såldes i så stora mängder och var en enkel och billig bil sågs den länge som ett ganska tråkigt bilval. Samtidigt gjorde den enkla grundkonstruktionen att det var lätt att hålla bilarna igång, och att modifiera vissa detaljer så att den hängde med i modernare trafik. En vanlig åtgärd var att montera in en större motor, t ex 1275 eller 1300 cc motorer från andra BMC-bilar, som passade utan att ändra särskilt mycket. Dessa gav inga racingprestanda, men tillsammans med en högre utväxling i bakaxeln kunde det bli en behagligare bil att åka på landsväg med. Skivbromsar fram och bromsservo var en annan populär uppgradering som kunde ordnas genom att plocka i delar från t ex Morris Marina. 
På 1980-talet började särskilt i Storbritannien intresset stiga för Minor som samlarbil. Fortfarande rullade då många bruksbilar i varierande skick, men entusiaster såg till att ta hand om en del av dessa. På 2010-talet har intresset vaknat till igen, i takt med att dessa bilar har blivit mer sällsynta och börjar bli värda att bevara för eftervärlden. Samtidigt har efterfrågan på reservdelar gjort att det mesta som kan behöva bytas ut numera nytillverkas. Eftersom det såldes många Morris Minor i Indien och på Sri Lanka och bilarna där ofta får fortsätta att vara i trafik under många år tillverkas en hel del reservdelar där och exporteras till Västeuropa. Morris Minor är i likhet med Volkswagen Typ 1 en bil som många har minnen av och är därför en populär bil att ta hand om och vårda som entusiastbil. 